# Бофор ан Вале
Бофор ан Вале (фр. Beaufort-en-Vallée) насеље је и општина у западној Француској у региону Лоара, у департману Мен и Лоара која припада префектури Анже.
По подацима из 2004. године у општини је живело 5623 становника, а густина насељености је износила 151 становника/km². Општина се простире на површини од 35,66 km². Налази се на средњој надморској висини од 25 метара (максималној 51 m, а минималној 17 m).

## Демографија
| 1962. | 1968. | 1975. | 1982. | 1990. | 1999. | 2011. |
| ----- | ----- | ----- | ----- | ----- | ----- | ----- |
| 3.544 | 3.623 | 4.048 | 4.720 | 5.364 | 5.390 | 6.409 |

График промене броја становника у току последњих година